# Jacques Fath
Jacques Fath, född 6 september 1912 i Maisons-Laffitte, Yvelines, död 13 november 1954 i Paris, var en fransk modeskapare inom haute couture. 
Han öppnade 1937 ett eget modehus i Paris och förebådade redan 1939 Diors The New Look genom en ny modesiluett med smal midja och vida eller mycket smala kjolar. Han blev 1948 den förste franske modeskaparen som gjorde konfektionskläder åt amerikanska tillverkare och kom att få stor betydelse för 1950-talets mode. 1950 lanserade han kollektionen Lys (”Lilja”), där kjolarna skulle föreställa blommor.
År 1954 presenterade Fath kollektionen ”Université” med både kjolar och klänningar.
Fath designade även nylonstrumpor, icke sällan med diskreta blomsterdekorationer.

## Bildgalleri

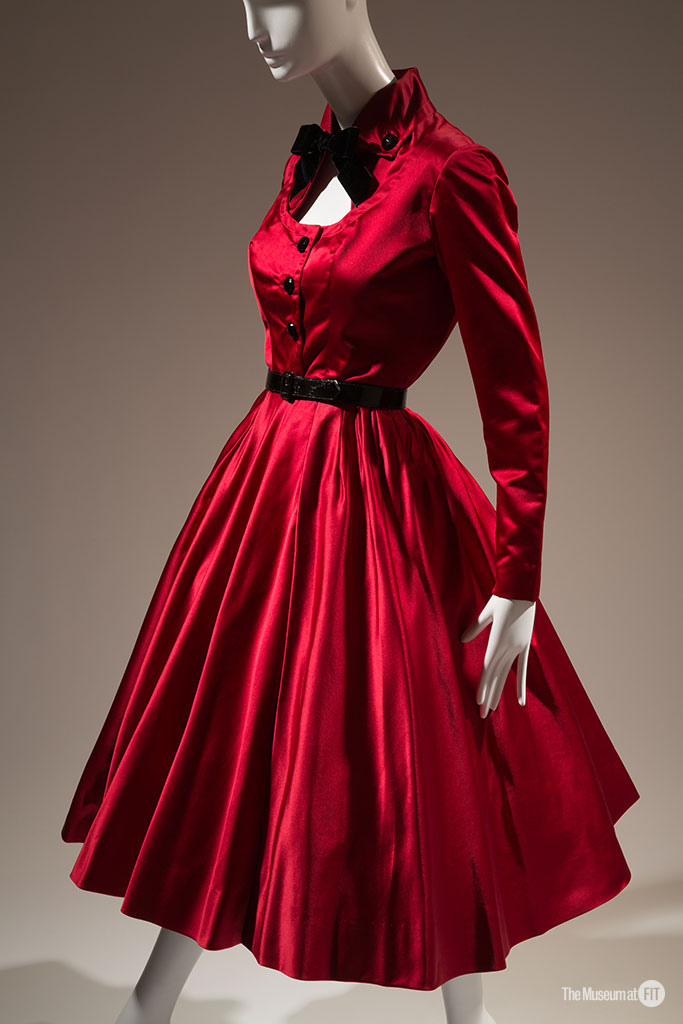
Röd satinklänning från 1952.
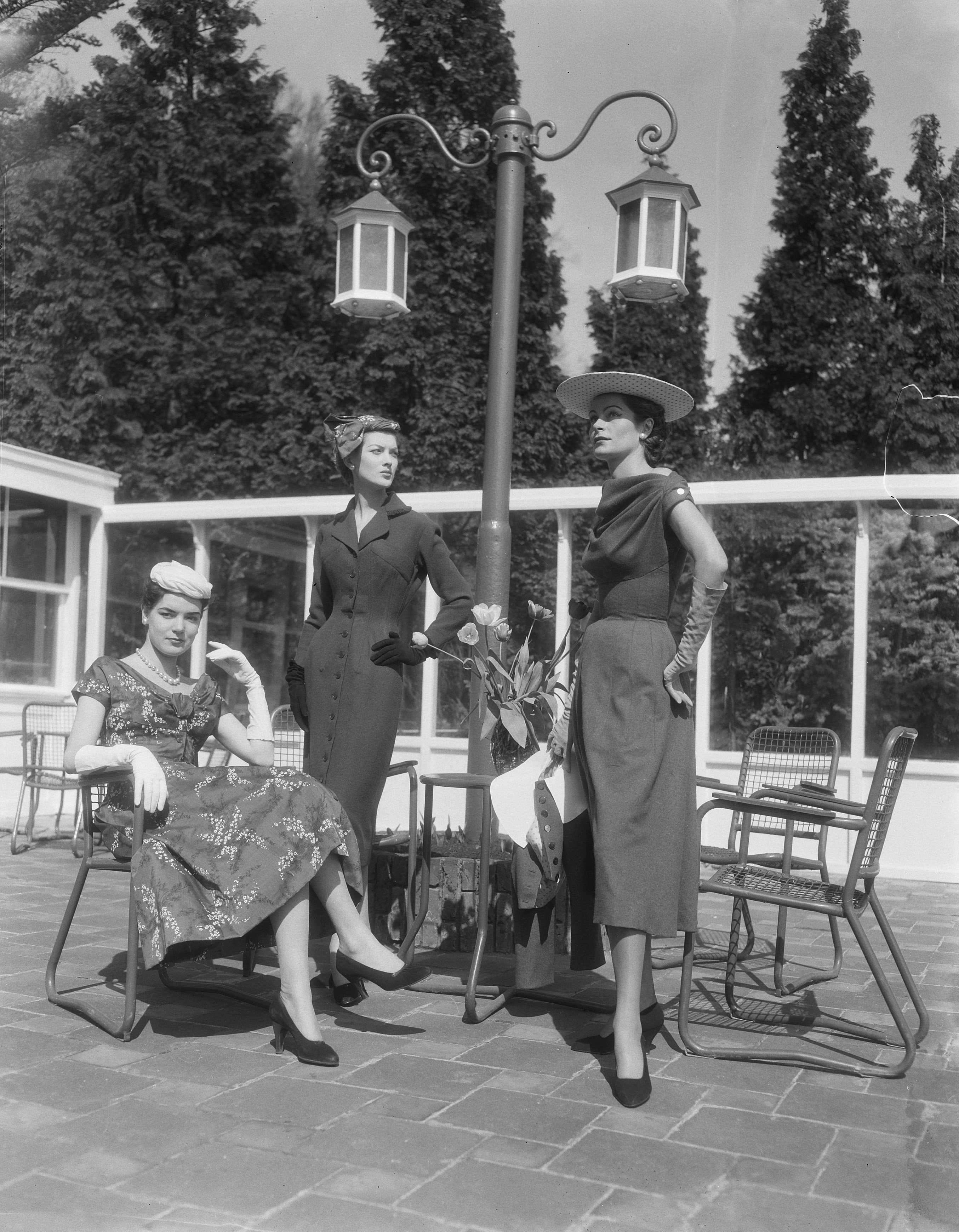
Mannekänger iförda kreationer av Jacques Fath.
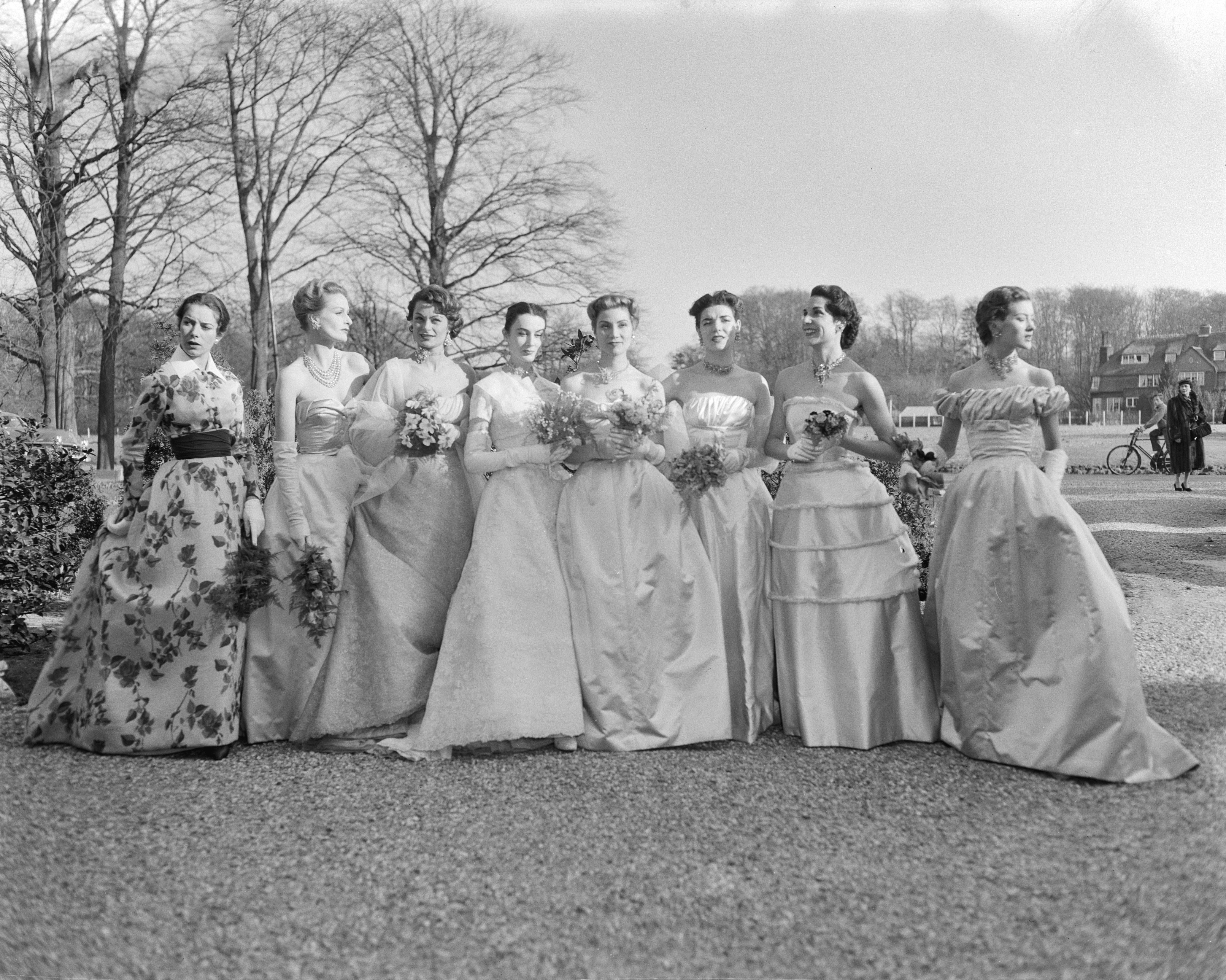
Mannekänger iförda klänningar av Jacques Fath.
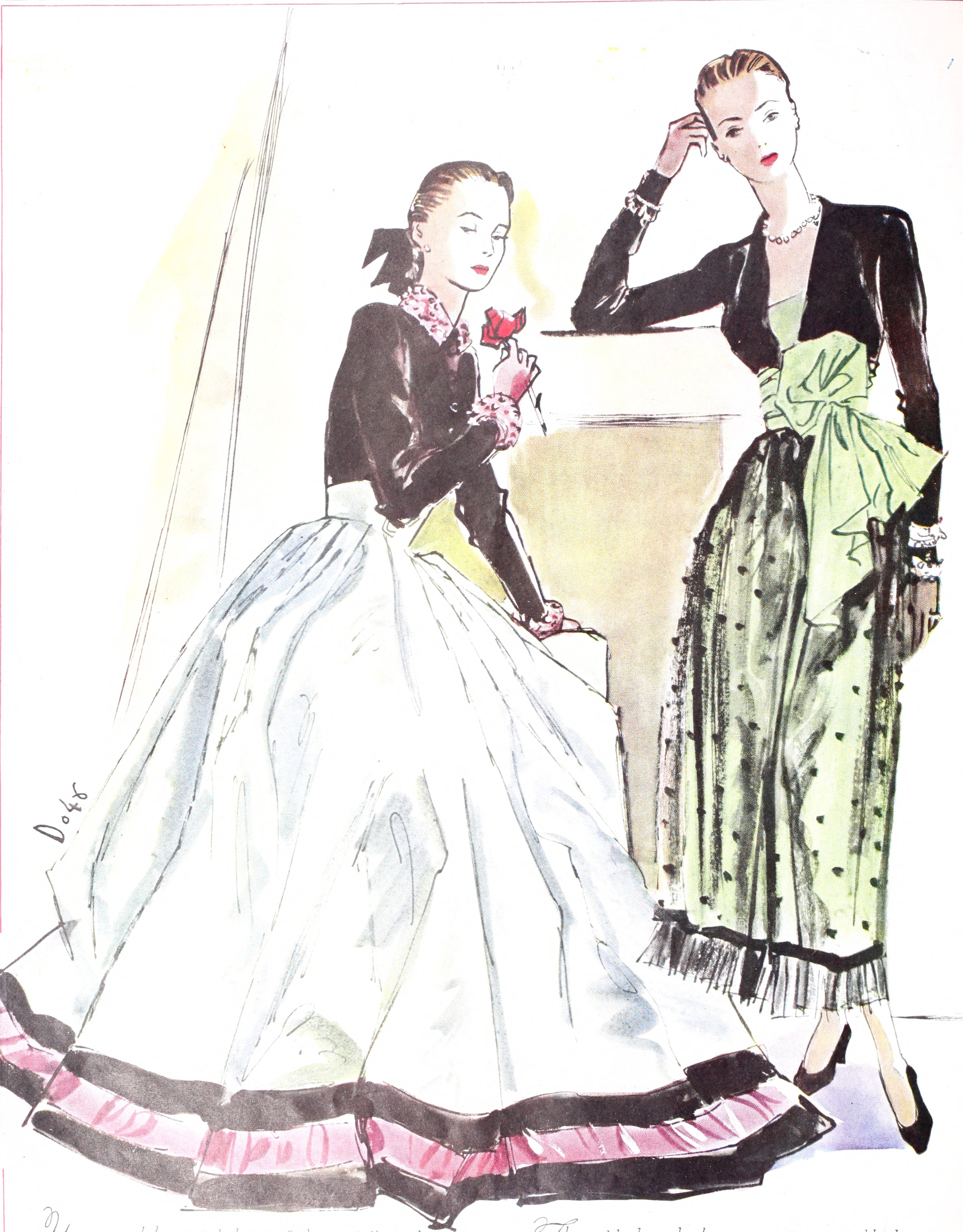
Illustration ur Ladies’ Home Journal 1947.
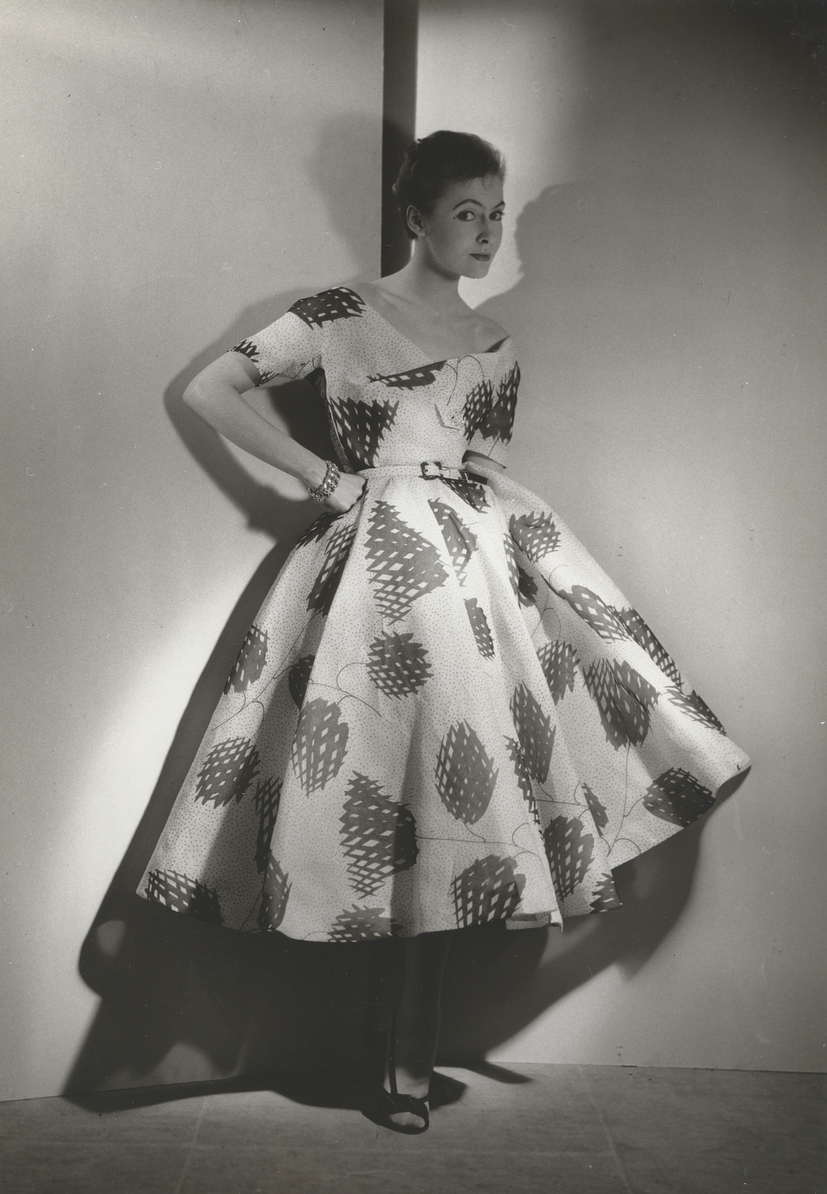
Mannekäng iförd mönstrad klänning med vid kjol.